# Moussa Koita
Moussa Koita (* 19. November 1982 in Saint-Denis) ist ein ehemaliger französisch-senegalesischer Fußballspieler.

## Karriere
Koita spielte zunächst in den französischen Amateurligen. Im Jahr 2007 verpflichtete ihn Royal Excelsior Virton, der in der 2. Division in Belgien spielte. In der Saison 2007/08 konnte er 15 Tore erzielen und verpasste mit seiner Mannschaft die Teilnahme an der Aufstiegsrunde. Ein Jahr später konnte er erneut 16 Tore erzielen, stieg mit seiner Mannschaft aber am Saisonende ab. Anschließend nahm ihn Erstligist KRC Genk unter Vertrag. In der Spielzeit 2009/10 kam er meist als Einwechselspieler zum Zuge. Im Januar 2010 wurde er bis Saisonende an Sporting Charleroi ausgeliehen, wo er nur auf fünf Einsätze kam.
In der Sommerpause zur Saison 2010/11 der A Grupa wechselte Koita zum bulgarischen Erstligaverein FC Tschernomorez Burgas. Dort blieb er bis August 2011, als der FC Tschernomorez Burgas wegen finanzieller Probleme den Vertrag auslöste. Er schloss sich Olympiakos Nikosia an, wo er ein Jahr später seine Karriere beendete.